# 로크루아 전투
로크루아 전투는 1643년 5월 19일 벌어졌으며 콩데 공작 루이 2세이 지휘하는 프랑스 군이 프란시스코 데 멜로(Francisco de Melo) 휘하의 스페인 군과 교전하여 결정적인 승리를 거두었다.

## 서막
약 27,000명에 달하는 합스부르크 가문의 스페인-신성로마제국 연합군은 아르덴(Ardennes)을 거쳐 플랑드르(Flanders)로 진군하여 프랑스의 군사적 압력이 가해지는 카탈루냐(Catalonia)와 프랑슈콩테(Franche-Comté) 지방을 구원하고자 하였다. 스페인 군은 우아즈(Oise) 계곡을 가로지르는 길에 위치한 로크루아를 공략하고자 하였다. 21세의 앙갱 공작 루이가 지휘하는 프랑스군은 재빠르게 스페인 군의 움직임에 반응하여 6,000명에 달하는 스페인 원군이 도착하기 전에 전투를 벌이려 하였다. 스페인군은 로크루아를 봉쇄하는데 실패하고 프랑스군은 나무와 늪지로 뒤덮인 계곡을 통과하는데 성공하였다. 앙갱 공작은 계곡을 따라 진군을 계속하여, 공격 당하고 있는 로크루아를 내려다 볼 수 있는 산 능선에 병력을 집결시켰다. 스페인군은 마을과 산 능선 사이에서 빠르게 병력을 집결시키려 하였다. 약 23,000명에 달하는 프랑스군은 중앙에 보병을 2열로 배치하고, 양익에 기병부대를, 전위에 포병대를 배치하였다. 스페인군도 비슷한 진형을 펼쳤으나 보병들은 그들의 전통적인 테르시오(tercios) 방진을 쳤다. 양 군은 위치를 고수하며 밤 동안 노숙하였다.

## 전투

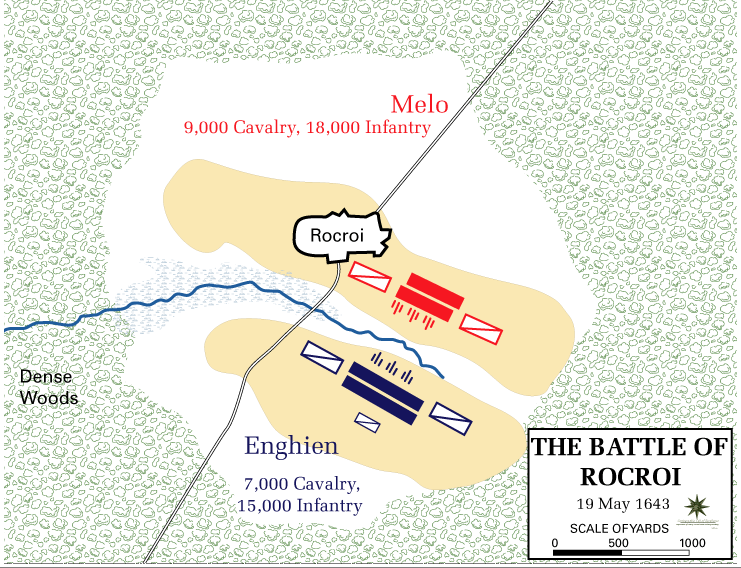
전투 시작 전 군대 배치

전투는 동이 튼 후에 시작하였다. 프랑스군이 먼저 공격을 시작했으나 중앙의 프랑스 보병대는 스페인군에게 고전하였다. 앙갱의 명령에 반하여 전진하였던 프랑스군의 좌익 기병대 역시 스페인군에게 격퇴되었다. 그러나 장 드 가시옹(Jean de Gassion) 휘하의 프랑스군 우익 기병대는 자신들이 상대한 스페인 좌익 기병대를 패주시켰다. 앙갱 공작은 기병대의 패주로 인해 노출된 스페인 보병대의 좌익을 노릴 수 있게 되었다. 스페인 기병대는 프랑스 기병대와 맞서 이들을 격퇴시켰으나, 프랑스 예비대에게 격퇴 당하였다.
앙갱 공작은 기회가 오자 기병 포위작전을 개시하여, 스페인 군의 후방을 장악하였고 이 와중에 프랑스군 예비대와 교전을 계속하고 있던 스페인 기병대의 배후를 찔렀다. 스페인 기병대는 이로 인해 프랑스 군에게 패했고, 아직도 싸우고 있는 보병대를 놔두고 전장을 떠났다. 그럼에도 불구하고 프랑스군은 스페인군의 견고한 방진에 두 번이나 격퇴 당했고 앙갱 공작은 자신의 포병대와 노획한 스페인의 대포를 이용하여 포격으로 스페인군을 분산시키려 하였다.
테르시오 진형을 이루고 있던 독일인들과 왈론인들(Walloon)이 궤주했음에도 불구하고 스페인군은 그들의 사령관과 함께 전장에서 꿋꿋이 버티었다. 프랑스군은 이들을 격파하기 위해 4번의 기병 돌격을 감행했으나 강력한 화력 지원에도 불구하고 스페인군의 막강한 진형을 무너뜨리지 못했다. 프랑스의 사령관인 젊은 앙갱 공작은 스페인 군에게 마치 공성전에서 요새를 지키는 수비병들과 같은 조건을 제시하며 항복을 요구했고, 스페인군이 이를 받아들임으로써, 두 개의 테르시오를 이루고 있던 스페인 군은 깃발과 무구들을 챙기고 전장을 떠났다.
스페인군은 사상자, 포로를 합쳐 15,000명의 피해를 입었으며, 프랑스군은 약 4,000명의 피해를 입었다.

## 중요성

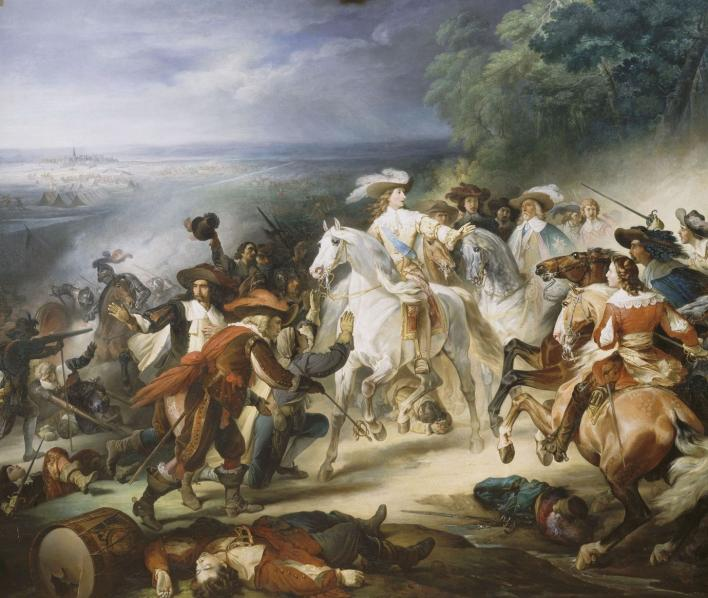
로크루아 전투에서 프랑스군을 지휘하는 앙갱 공작, 프랑수아 조제프 하임, 1834년

이 전투는 마자랭(Mazarin)과 훗날 위대한 콩데 공작 루이 2세에게 중요한 정치적 중요성을 지닌 승리였다. 비록 역사가들이 스페인군은 끊임없는 프랑스군의 포격 속에서 계속된 기병들의 돌격을 격퇴했는데도 멜로의 독일, 왈론, 이탈리아 부대가 전투 초반에 항복했기 때문에 패했음을 강조한다 해도, 이는 근 한 세기 동안 스페인이 야전에서 입은 패배중 가장 결정적인 것이었다. 로크루아는 스페인 군사교리의 우월성이 종결됨을 의미하기도 한다. 스페인군은 반란으로 인해 지배권을 상실한 카탈루냐와 이탈리아의 주요 전선에서 프랑스와의 전쟁을 성공적으로 수행하여 잃어버린 땅을 되찾을 수 있었지만, 그동안 스페인의 국력은 고갈되어, 포르투갈의 반란에 효과적으로 대응할 수 있는 부대를 파견하지 못했고, 결국 포르투갈의 독립운동은 성공적으로 끝났다. 뒨 전투(Battle of the Dunes) (이 전투에서 스페인 군은 로크루아 전투의 승리자 콩데 공작 루이 2세의 지휘를 받았다.)에서 스페인이 패한 후에 선형 전술은 확실하게 테르시오를 압도하게 되었고, 많은 나라들이 테르시오 대신 선형전술을 채택하게 되었다. 1659년 피레네 조약(Treaty of the Pyrenees)은 프랑스에 유리하게 체결되었다. 이 조약은 새로운 국제질서를 확고하게 하였으며 그 시작은 로크루아 전투에서부터였다.

## 미디어에서
2006년 아구스틴 디아스 야네스(Agustín Díaz Yanes)가 감독한 스페인의 영화 알라트리스테(Alatriste)는 마지막 장면에서 이 전투를 묘사하고 있다.
이 장면에 사용된 배경음악은 장례 행진곡 라 마드루가(La Madrugá)로 아벨 모레노(Abel Moreno)가 세비야의 성 주간(Holy Week)을 위해 작곡한 곡이다. 이 곡은 소리아 9연대의 군악대가 연주하였는데, 이들은 피의 테르시오(the blood Tercio)라는, 전투에 참여한 옛 스페인 부대의 별명을 계승했다.

## 박물관
스페인 보병 사령관 푸엔테스(Fuentes)가 사용하던 가마를 프랑스가 전리품으로 획득하였고 파리에 있는 앵발리드(Les Invalides) 박물관에서 볼 수 있다. 푸엔테스는 전투 중 전사하였다.

## 참조
- Dupuy, Trevor N., Harper Encyclopedia of Military History. New York: HarperCollins, 1993. ISBN 0-06-270056-1